# Grantchester (televisieserie)
Grantchester is een Britse detectiveserie die in de jaren vijftig speelt in het plaatsje Grantchester in de buurt van Cambridge.
De 6-delige serie is gebaseerd op het boek The Grantchester Mysteries van James Runcie. Hij werd in Groot-Brittannië uitgezonden in het najaar van 2014. In Nederland draait de serie sinds 24 januari 2015 op NPO 2.

## Inhoud van de serie
Sidney Chambers is een Anglicaanse dominee (en voormalig Scots Guards-officier), die wordt betrokken bij het oplossen van misdaden. Hij staat de knorrige, overwerkte inspecteur Geordie Keating bij. Chambers ontwikkelt zich zo tot een soort reservedetective.
Keating heeft gevochten in de Tweede Wereldoorlog. Hij begrijpt wat mensen motiveert om te doden. Hij is getrouwd met Cathy en ze hebben drie kinderen.
Amanda Kendall is de dochter van een rijke vader. Haar moeder stierf een paar jaar geleden en ze heeft twee jongere broers. Ze is al een tijd verliefd op Chambers, zij ging naar school met Chambers' zuster Jennifer, maar haar vader heeft een huwelijk voor haar gearrangeerd hetgeen ze niet kan weigeren. Zij werkt bij de National Gallery in Londen.
Mevrouw Maguire is Chambers huishoudster en zij is goed thuis in de Bijbel. Ze heeft talrijke persoonlijke verliezen in het leven gehad en dat maakt haar bitter. Chambers is de eerste jonge dominee die zij verzorgt en ze behandelt hem als een zoon, en poogt de baas over hem te spelen.
Leonard Finch is Chambers kapelaan. Hij is naïef en wereldvreemd en was leraar aan een meisjesschool, studeerde theologie en werd lid van de kerk.
Hildegard Staunton is een jonge Duitse weduwe die een nauwe romantische relatie met Sidney ontwikkelt.
Guy Hopkins is Amanda's aristocratische verloofde, die op zijn hoede is voor Amanda en Sidney.

## Rolverdeling
- James Norton als de dominee Sidney Chambers
- Robson Green als detective inspector Geordie Keating
- Morven Christie als Amanda Kendall
- Tessa Peake-Jones als mevrouw Maguire
- Al Weaver als Leonard Finch
- Pheline Roggan als Hildegard Staunton
- Tom Austen als Guy Hopkins
- Fiona Button als Jennifer Chambers
- Kacey Ainsworth als Cathy Keating
- Pip Torrens als Sir Edward Kendall
- Paula Wilcox als Diana, de moeder van Cathy Keating

## Productie
De productie van de serie begon in Londen, Cambridge en Grantchester van maart tot juni 2014. Grantchester zelf werd gebruikt voor de filmopnamen, met de kerk van St Andrew & St Mary voor scènes in de kerk en op het kerkhof. Een privéwoning in Lemsford, Hertfordshire, werd gebruikt als decor voor de pastorie. The Windmill pub in Chipperfield werd The Red Lion. King's Parade in Cambridge werd omgevormd tot een jarenvijftigstraatbeeld met antieke auto's en autobussen en een restaurant met tafels, stoelen en menu's. Horsted Keynes Station aan de Bluebell Railway, in West Sussex, werd ook gebruikt.